# Błędów-woestijn

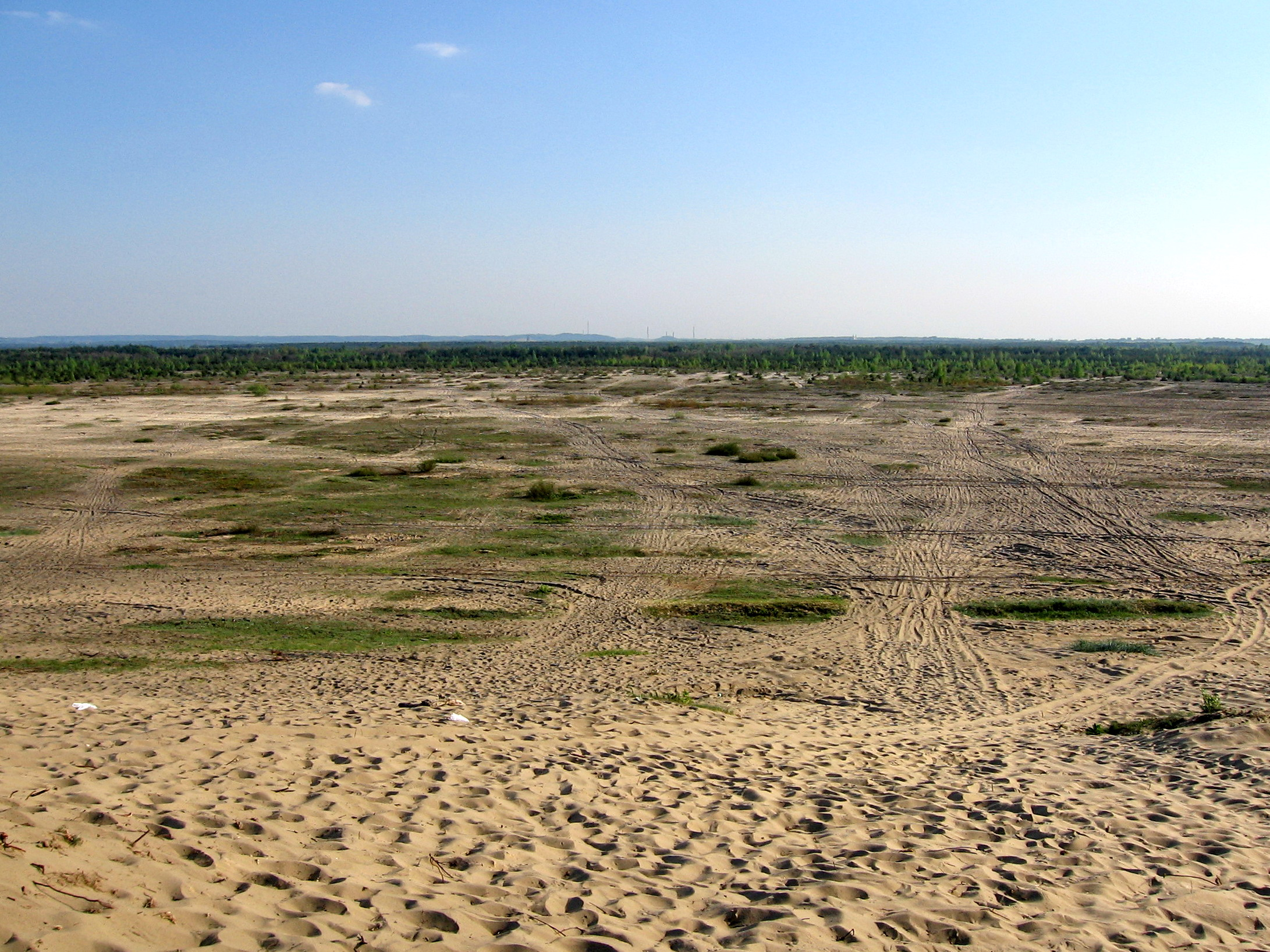
Błędów-woestijn

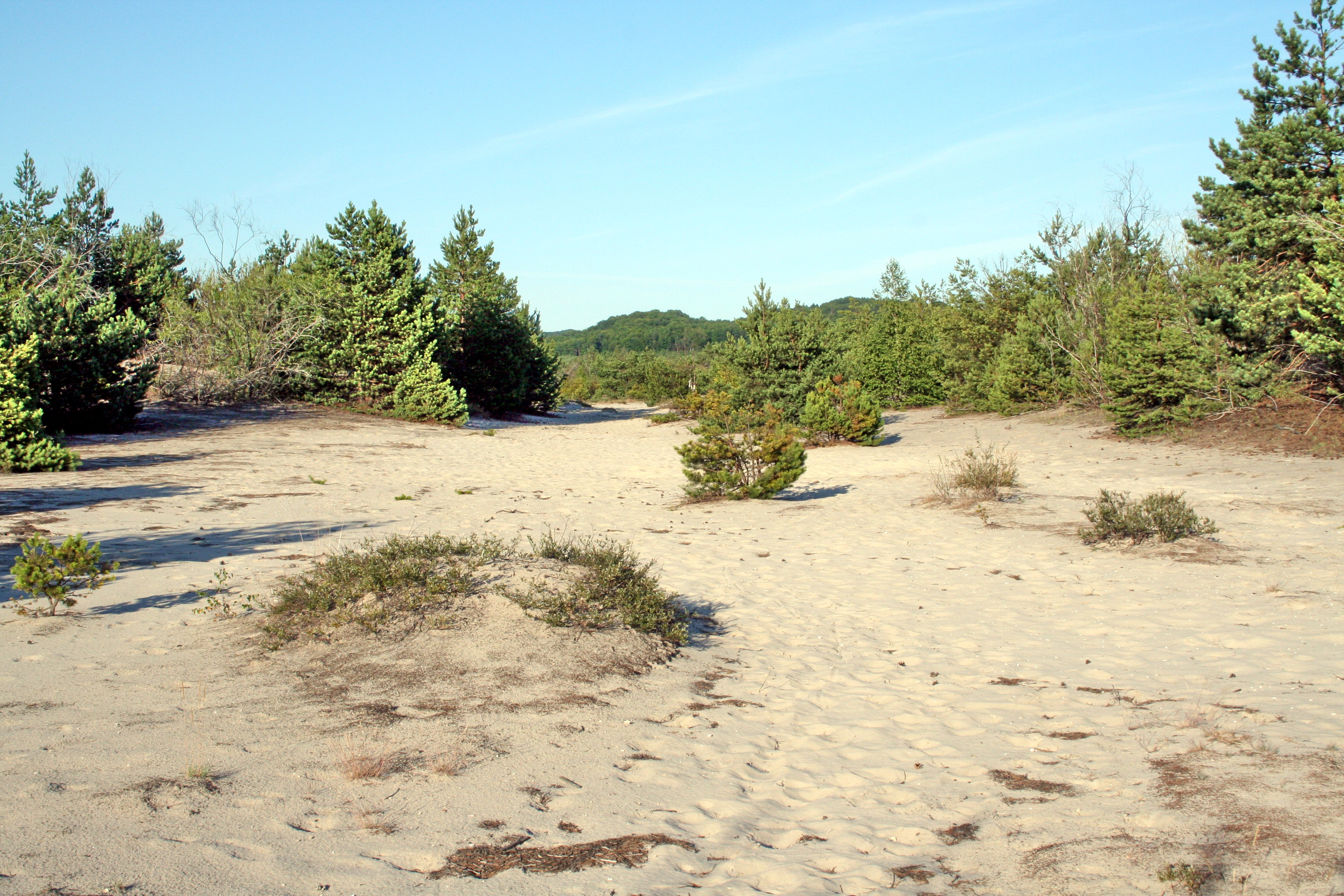
Het zuidoostelijk deel van de Błędów-woestijn

De Błędów-woestijn (Pools: Pustynia Błędowska) is een stuifzandgebied in Polen. Het bevindt zich tussen Dąbrowa Górnicza en Klucze, voornamelijk in de hoogvlakte van Silezië. Het is bijna 10 kilometer lang en tot 4 kilometer breed. Door het gebied stroomt de rivier Biała Przemsza. De Błędów-woestijn wordt beschermd in het kader van Natura 2000.
Met 32 km² is het de grootste zandafzetting buiten de kust van Polen. Het zand is aangevoerd door gletsjers. De zandlaag is 40 tot 70 meter diep. Het gebied, dat ooit 150 km² besloeg, is in zijn huidige vorm ontstaan doordat het grondwaterpeil zakte als gevolg van houtkap ten behoeve van de mijnbouw van zink, zilver en kool, die hier sinds de middeleeuwen plaatsvond. In de jaren 50 werd een deel van het gebied geploegd en beplant met wilgen en dennen. Stof uit de industriële regio en het stijgende niveau van het grondwater hebben geleid tot een vermindering van het aan het oppervlak aanwezige zand. Het zuidelijke deel is inmiddels bijna geheel begroeid. Momenteel wordt het unieke landschap beschermd door het rooien van bomen.
In de eerste helft van 20ste eeuw is het gebied gebruikt als militair oefenterrein. Het Afrikakorps oefende hier in het strijden in een woestijn. De Błędów-woestijn wordt ook wel de Poolse Sahara genoemd.